# Niels Tønder Lund
Niels Tønder Lund, född 30 oktober 1749 i Trondheim, död 1809, var en dansk ämbetsman. 
Lund, som var son till komminister Lauritz Lund och Ellen Margrethe Tønder, blev 1765 student, åhörde därefter föreläsningar över politiska och ekonomiska ämnen såväl vid Köpenhamns universitet som vid Sorø akademi och Kiels universitet, företog därefter tillsammans med den av honom tidigare undervisade Ove Ramel Sehested en längre utlandsresa och vistades främst i England, anställdes 1778 som fullmäktig i det västindisk-guineanska ränteskrivarkontoret, varifrån han 1780 i samma egenskap förflyttades till det fynsk-jylländska tullkontoret, men utnämndes redan samma år till ränteskrivare i det själländska tullkontoret, var 1787–1791 chef för tullkammarkansliet, blev tillika 1787 kommitterad i kollegiet och var från 1805 deputerad där. På tullkammarkollegiets vägnar var han dessutom från 1787 medlem av kommissionen för att undersöka åtskilliga finanserna angående angelägenheter, och 1794 var han i ett par månader konstituerad som polismästare i Köpenhamn. I slutet av 1808 blev han beordrad till att inträda som medlem av den interimistiska regeringskommissionen för Norge och avreste den 12 januari 1809 från Jylland för att tillträda sin post; men skeppet, som skulle föra honom till Norge, förliste med man och mus.
Lund skrev en rad mindre artiklar, spridda i olika tidskrifter, som behandlar mycket skiftande ämnen, dock främst naturhistoriska och nationalekonomiska. Av dessa kan nämnas den lilla avhandlingen Om Maaden, hvorpaa Naturen retter Udarter, som han utgav 1777 på tillskyndan av Johan Christian Fabricius, som han hade hört föreläsa i Kiel. Han deltog med stor iver i den polemik, som fördes angående Botanisk Have mellan trädgårdens trädgårdsmästare Niels Bache och Niels Ditlev Riegels, främst för att bemöta några angrepp från Baches sida på Lunds frånvarande vän Martin Vahl. Detta gav senare anledning till att ett företal, vilket Jens Rathke skrev till det sjätte och sista bandet av Naturhistorieselskabets skrifter, och som innehöll en biografi av Lund; det trycktes förvisso 1810, men tillbakahölls av Erik Viborg. Då bandet utkom 1818, var företalet borttaget från alla exemplar med undantag av ett, vilket placerades i Botanisk Haves bibliotek. Orsaken var säkert det omnämnande, som här finns av den fientliga relationen mellan Viborg och Vahl, vilken sistnämnde togs i starkt försvar av Lund. Denne hade stor del i stiftandet av det första naturhistoriska sällskapet i Danmark, till vars skrifter han lämnade flera vetenskapliga arbeten, vilka behandlar insekter, och i vilka han visade sig vara en värdig lärjunge till  Fabricius.
Lund skrev även, delvis under märket L., en rad populära artiklar om insekternas nytta och skada  i veckotidningen Borgervennen, i vilken han var medarbetare 1796–1802 samt många andra avhandlingar med titlar som Om Forholdet mellem Sølvets og Kornets Pris, Om den stigende Arbejdsløn, Om Utilfredshed med Livet. Han efterlämnade en värdefull och berömd insektssamling, som han ägde tillsammans med sin mångårige vän Ove Ramel Sehested; denna samling härstammade främst från de danska kolonierna och kom senare att utgöra grundval för det zoologiska museets insektssamling.